# Dasht-e Naomid
Il Dasht-e Naomid ((in persiano: دشت ناامید) (trascritto anche come Dasht-e Namid, Dasht-e Namadī o Dasht-e Nāomīd), è un deserto situato nell'Asia centrale al confine tra Afghanistan e Iran. Può essere considerato anche come una sezione del ben più vasto Dasht-e Kavir, un esteso deserto dell'Iran. 